# او گفتنی‌هایی داشت
او گفتنی‌هایی داشت (به فرانسوی: Il avait les mots) ترانه‌ای به زبان فرانسوی است که در سال ۲۰۰۸ توسط شریفا لونا خواننده فرانسوی-الجزائری منتشر شد.